# Juliana Zara
Juliana Zara (* 16. April 1993) ist eine amerikanische Opernsängerin im Stimmfach Sopran.

## Leben und Wirken
Zara stammt aus Oxnard im kalifornischen Ventura County. Dort besuchte sie die Oxnard Highschool und gewann 2009 mit dem Vocal Ensemble der Schule mehrere Preise beim Heritage Festival in New York. Sie studierte mit einem Stipendium an der Claire Trevor School of the Arts, Teil der University of California, Irvine, bevor sie im August 2013 zum Oberlin Conservatory of Music wechselte, wo sie bei Timothy LeFebvre studierte. Dort erlangte sie 2016 den Bachelor in Gesang und nahm an Marilyn Hornes Meisterkurs teil, woraufhin Horne ihr 2017 das Rubin-Stipendium verlieh, mit dem vielversprechende Gesangsstudenten des Konservatoriums finanziell bei ihrer beruflichen Entwicklung unterstützt werden. Danach studierte Zara an der Hochschule für Musik Hanns Eisler Berlin bei Anna Korondi, bei der sie 2020 ihr Studium mit dem Master abschloss. Parallel zu ihrem Studium in Berlin war sie von 2019 bis 2021 Mitglied des Opernstudios der Bayerischen Staatsoper. In München sang sie unter anderem in den Uraufführungen der Opern Singularity von Miroslav Srnka und Transstimme von Fabià Santcovsky bei der Münchner Biennale, Frasquita in Carmen, sowie als Bubikopf in einer konzertanten Aufführung von Ullmanns Der Kaiser von Atlantis, die auf BR-Klassik live übertragen und 2022 auf CD veröffentlicht wurde. Für ihre Arbeit an Der Kaiser von Atlantis erhielt Zara 2023 eine Nominierung für den Opus Klassik in der Kategorie Sängerin des Jahres, eingereicht war die Aufnahme in der Kategorie Operneinspielungen.
Zara ist seit der Spielzeit 2021/22 im Ensemble des Staatstheaters Darmstadt. Dort sang sie 2021 Daisy in der Operette Ball im Savoy, 2022 Alice in Anno Schreiers Kinderoper Wunderland und Pedro in Massenets Don Quichotte, 2022/23 Zerlina in Mozarts Don Giovanni, 2023 die Titelrolle in Alban Bergs Lulu, Olympia in Jacques Offenbachs Hoffmanns Erzählungen und Adina in Donizettis L’elisir d’amore. Für ihre Darstellung der Lulu war sie für den deutschen Theaterpreis Der Faust 2023 nominiert.

## Diskografie
- Ullmann: Der Kaiser von Atlantis. Adrian Eröd, Lars Woldt, Johannes Chum, Juliana Zara, Tareq Nazmi, Christel Loetzsch, Münchner Rundfunkorchester, Dirigent: Patrick Hahn (BR-Klassik, 2022).
- Lili Boulanger: Lieder auf Unerhört! Begegnungen mit Komponistinnen. Mit Jana Baumeister, Georg Festl, Cathrin Lange, Solgerd Isalv, Juliana Zara. Klavier: Jan Croonenbroeck, Giacomo Marignani, Irina Skhirtladze, Neil Valenta, Alice Zorzit. Staatstheater Darmstadt, 2023.